# UABC Campus Ensenada
El Campus Ensenada de la Universidad Autónoma de Baja California (UABC Campus Ensenada, UABC Ensenada), es uno de los tres planteles universitarios principales de la Universidad Autónoma de Baja California (UABC), denominados formalmente Campus Mexicali, Campus Tijuana y Campus Ensenada.  El Campus Ensenada, como parte de la UABC, es una institución pública de investigación y educación superior.
El Campus Ensenada nace formal y oficialmente el 18 de agosto de 2003 tras aprobar el Consejo Universitario el 29 de mayo de 2003, la reforma al Estatuto General, estructurando a la UABC en tres planteles individuales.
Como su designación lo indica, el Campus Ensenada se encuentra en el municipio de Ensenada del estado de Baja California, sobre una zona suburbana, frente al Océano Pacífico.  Los orígenes de la UABC en Ensenada empiezan en 1958 con la fundación de la Preparatoria de Ensenada y la localidad actual se realiza en 1959.
El Campus Ensenada ejerce su influencia académica a través de sus tres planteles académicos, la Unidad Ensenada (la cual es el plantel principal) y sus dos planteles satélites, la Unidad Valle Dorado y la Unidad San Quintín.  El Campus Ensenada, junto con los Campus de Mexicali y Tijuana forman una de las 43 universidades públicas estatales de la República Mexicana.
El Campus Ensenada, en conjunto, posee 6 facultades, 4 escuelas, 2 institutos de investigación y un centro de educación abierta con los cuales ofrece 53 programas académicos divididos en 34 licenciaturas, 10 maestrías, 7 doctorados y 2 especialidades.  Para el año escolar 2010, la UABC Ensenada reportó 9,883 estudiantes inscritos.  El Campus Ensenada, entre la Unidad Ensenada y Unidad Valle Dorado, cuenta con 48 edificios sobre un área de 14 hectáreas y 13 edificios sobre un área de 19 hectáreas, respectivamente.
La UABC Ensenada cuenta con acreditación por la Asociación Nacional de Universidades e Instituciones de Educación Superior (ANUIES) y los Comités Interinstitucionales para la Evaluación de la Educación Superior (CIEES).

## Historia
La Universidad Autónoma de Baja California fue fundada el 28 de febrero de 1957 cuando el primer gobernador del estado, Braulio Maldonado Sandez, promulgó la Ley Orgánica de la UABC, estableciéndola como una institución de educación superior para el servicio público, libre del dominio del estado y con plena facultad judirica.
En septiembre de 1958, después que la naciente universidad organizara su estructura administrativa y académica, se formó la Preparatoria de Ensenada en el lugar que hoy ocupa el Colegio de Bachilleres, como parte de la formación académica de la universidad y junto con la Preparatoria de Mexicali, empezó el primer año escolar de la UABC del ciclo 1958-59.
El 15 de diciembre de 1960, bajo la gestión del primer rector, el Dr. Santos Silva Cota, nace en un galerón del edificio Hector A. Migoni donado por el Club Rotario de Ensenada, junto a la Preparatoria de Ensenada, la Escuela Superior de Ciencias Marinas (ESCM) con la colaboración de la Institución Scripps de Oceanografía de La Jolla, California.  La ESCM comienza su primer año escolar (1961-62) el 2 de septiembre de 1961, ofreciendo la carrera de Oceanólogo, siendo esta la primera de su tipo en el país y el resto de Latinoamérica.  Durante este periodo se formó el Centro de Investigaciones Oceanológicas (IIO) para facilitar el rango de investigación de la ESCM.  La ESCM fue la primera en la UABC, en contar con un profesor de tiempo completo, el Biólogo Pedro Mercado Sánchez, quien fuese también el primer director de la UABC.
En 1962, durante su gira en Baja California, el presidente Adolfo López Mateos hizo su primera visita a la UABC y posteriormente visitó sus instalaciones en Ensenada.  Durante sus primeros años, la ESCM mantuvo una estrecha relación con la Institución Scripps de Oceanografía.  En 1965, egresa la primera generación de oceanólogos con 4 alumnos.

### Comienza la UABC Ensenada
El 13 de marzo de 1969 se adquieren los terrenos que se convertirán en el hogar permanente de la UABC Ensenada, estos frente al Océano Pacífico, y posteriormente comienza la construcción sus primeros edificios.  El 30 de enero de 1971, se nombra como director al Oceanólogo Carlos De Alba Pérez, siendo el primer director oceanólogo de la ESCM.  El 28 de mayo de 1972, con la octava generación egresada, el presidente Echeverría Álvarez hace acto de presencia como padrino de ceremonia y entre varias cosas otorga al plantel un incentivo de 600 mil pesos y becas de estudios en el extranjero.  Durante el verano de 1973, se unen la ESCM y el IIO formando la Unidad de Ciencias de Marinas (UCM) ya en su nuevas instalaciones y se nombra como director de la UCM al Dr. Saúl Álvarez Borrego, quien fuese el primero en México en alcanzar un doctorado en oceanología en la Universidad Estatal de Oregón.  Para julio de 1974 se construyeron los laboratorios de física, geología y se iniciaron los de Oceanografía Química y Bioquímica.  Durante esta época comienza el sistema de cogobierno en la UABC que puso aprueba su estructura democrática y política y por un tiempo suspedio su integridad autónoma.
A principios de 1975, el Oceanólogo Francisco Aguilar Ruiz es nombrado director de la ESCM cuando el Dr. Saúl Álvarez Borrego pasa a ocupar la dirección del Centro de Investigación Científica y de Educación Superior de Ensenada (CICESE), recién formada frente a la UABC Ensenada El 13 de septiembre de 1976 se funda la Escuela Superior de Ciencias Biológicas dando lugar en la Preparatoria Ensenada.
En 1980 se separa la ESCM y el IIO y el Oceanólogo Miguel Ángel Huerta Diaz queda como director de la ESCM y el MC Román Lizarraga Arcieniega como director del IIO. Posteriormente, inició la lucha por terminar al cogobierno y a principios de 1981, tras huelgas, manifestaciones, y disturbios, se logra.
El primero de marzo de 1981, se nombra director de la ESCM al Oc. René de la Paz Vela, a partir de este momento la Universidad comienza a elaborar estatutos y reglamentos y se reorganiza en función de la carga académica.  El 16 de junio de 1982 se designa como directora a la Oc. Guadalupe García de Ballesteros e inicia la época de Lupita, en cual se elaboran los reglamentos internos de la ESCM y surge un crecimiento académico tanto horizontal como vertical.
El 27 de noviembre de 1982 fue creada la carrera de ingeniería civil en obras portuarias y el 15 de agosto de
1983, con una población escolar de 55 alumnos, comienza la instrucción en un salón de la ESCM pero en pocos días, ya como la Escuela de Ingeniería, abre en sus propias instalaciones.  Posteriormente, en 1984, se inician los primeros proyectos de investigación formal por parte de la ESCM y en agosto de 1985 se inicia el posgrado en la ESCM con el programa de Maestría en Oceanografía Biológica y se realizan convenios académicos con CICESE.  Es durante 1985 también que la Escuela de Ingeniería asensa a Facultad de Ingeniería.
En enero de 1987, se inicia el Programa de Especialidad en Administración de Recursos Marinos y el 27 de noviembre de 1987, con la aprobación del Consejo Universitario, la ESCM cambia su nombre a Facultad de Ciencias Marinas, siendo la primera facultad de la UABC.  En 1988, durante el periodo rectoral del Lic. Alfredo Felix Buenrostro Ceballos, la Facultad de Ciencias Marinas en colaboración con el IIO, lleva a cabo el primer doctorado en la Universidad.  En noviembre de 1989, aprueba el Consejo Universitario el programa de Maestría de la Escuela Superior de Ciencias y esta se convierte en Facultad de Ciencias.

### Tiempos recientes
En agosto de 1990 se lleva a cabo la ceremonia de inauguración del Programa de Maestría y Doctorado en Ciencias en Oceanografía Costera tras la creación de la Subdirección de Investigación y Posgrado de la Facultad de Ciencias Marinas.  En 1993 nace el Instituto de Investigación y Desarrollo Educativo (IIDE) así como el Edificio de Administración Académica.  En 1996, el IIDE comienza a ofertar un posgrado.  En junio de 1998, el Centro de Extensión Universitaria San Quintín empieza a ofertar cursos de educación continua en computación.
El 29 de mayo de 2003, el Consejo Universitario autoriza reestructurar la dinámica académica de la UABC en tres planteles universitarios individuales y posteriormente, a partir del 18 de agosto, el Campus Ensenada, así como los Campus Mexicali y Tijuana comienzan a operar como entidades individuales de la UABC.
También en mayo de 2003, el Consejo Universitario aprueba la Escuela de Artes y el 18 de agosto, el Centro Universitario San Quintín abre sus puertas dentro del Colegio de Bachilleres ofertando cursos de tronco común en Ciencias de la Ingeniería y Económico-Administrativas, con una matrícula de 80 alumnos; mismo día que el Campus Ensenada comienza operar oficialmente como un plantel universitario individual de la UABC.  También en 2003, la Escuela de Contabilidad y Administración (ECA) pasa a ser la Facultad de Ciencias Administrativas y Sociales (FCAyS) al presentarse y aprobarse el programa de posgrado Maestría en Administración.
El 25 de febrero de 2005, se inaugura oficialmente la Unidad Valle Dorado dando espacio a la Escuela de Artes, la Escuela de Ciencias de la Salud y la Escuela de Deportes; así como la Facultad de Ciencias Administrativas y Sociales (FCAyS) y la Facultad de Idiomas.  Posteriormente, en agosto del mismo año, el Centro Universitario San Quintín muda sus actividades a las instalaciones que actualmente ocupa sobre terreno donado a la universidad y con una inversión de 4 millones de pesos.
El 16 de febrero de 2006, se formalizó la creación de la Escuela de Ingeniería y Negocios en el Centro Universitario San Quintín y la Escuela de Enología y Gastronomía en el Campus Ensenada.  El 27 de marzo de 2007 se inauguró el actual edificio del Instituto de Investigación y Desarrollo Educativo (IIDE).

## Administración
El Campus Ensenada, como una entidad académica de la Universidad Autónoma de Baja California (UABC) está bajo la administración general de los cuerpos de gobierno de la institución, como lo indica su Ley Orgánica.  Los cuerpos de gobierno de la UABC son la Junta de Gobierno, el Patronato Universitario, la Rectoría, las Vicerrectorías, y el Tribunal Universitario.

### Vicerrectoría
El Campus Ensenada está bajo la dirección inmediata de la Vicerrectoría Ensenada cuyas labores incluyen actuar como jefe ejecutivo del plantel universitario y como líder de la entidad.  La Vicerrectoría reporta a la Rectoría la cual reporta a la Junta de Gobierno y al Patronato Universitario.
La Vicerrectoría del Campus Ensenada mantiene un Gabinete de 12 integrantes que incluyen a la Vicerrectora, la Secretaria y Auxiliar Administrativo, el Secretario Particular de Relaciones Públicas; y los Coordinadores de Planificación e Imagen Institucional, Formación Básica, Recursos Humanos, Formación Profesional y Vinculación, Servicios Estudiantiles y Gestión Escolar, Posgrado e Investigación, Servicios Administrativos, Cooperación Internacional e Intercambio Académico, e Información Académica.
El plantel universitario está dividido en escuelas, facultades e institutos los cuales cuentan cada uno con un director que actúa como jefe general de su entidad.

## Campus Ensenada
El Campus Ensenada se encuentra estratégicamente frente al Océano Pacífico y es el centro de investigación oceánica y ciencias terrestres para la educación y servicio público en México.  El Instituto de Investigaciones Oceanológicas y la Facultad de Ciencias Marinas abarcan estudios físicos, químicos, biológicos, geológicos, y geofísicos del océano y la tierra.  El Instituto hace sus propias publicaciones científicas a nivel internacional.
Cuando la UABC empezó su influencia en el puerto de Ensenada, la universidad estuvo compuesta originalmente de la Preparatoria de Ensenada situada sobre lo que es hoy en día el Colegio de Bachilleres.  En pocos años, la UABC Ensenada creció y fue necesario establecer un lugar lo suficientemente amplio para albergar sus instalaciones administrativas y académicas.  Fue así como a finales de los años 60s que comienza el Campus Ensenada en su localidad actual.  Esta comenzó con la construcción de los primeros edificios para la Escuela Superior de Ciencias Marinas y el Instituto de Investigaciones Oceanológicas.
El Campus Ensenada se encuentra sobre 14 hectáreas en una zona suburbana a seis kilómetros este del centro de Ensenada.  El plantel está rodeado por la Bahía de Ensenada/Todos Santos al sur y oeste; la carretera federal Tijuana-Ensenada y el Instituto de Astronomía UNAM y el CICESE al norte; el Hotel Punta Morro al oeste y el Hotel Coral y Marina al este; más diversos fraccionamientos residenciales a sus alrededores.

## Unidades académicas

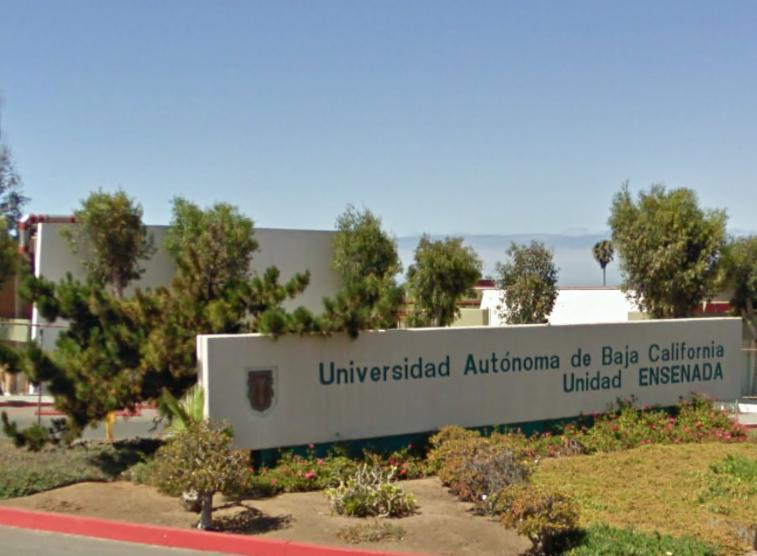
Entrada a la UABC Unidad Ensenada.

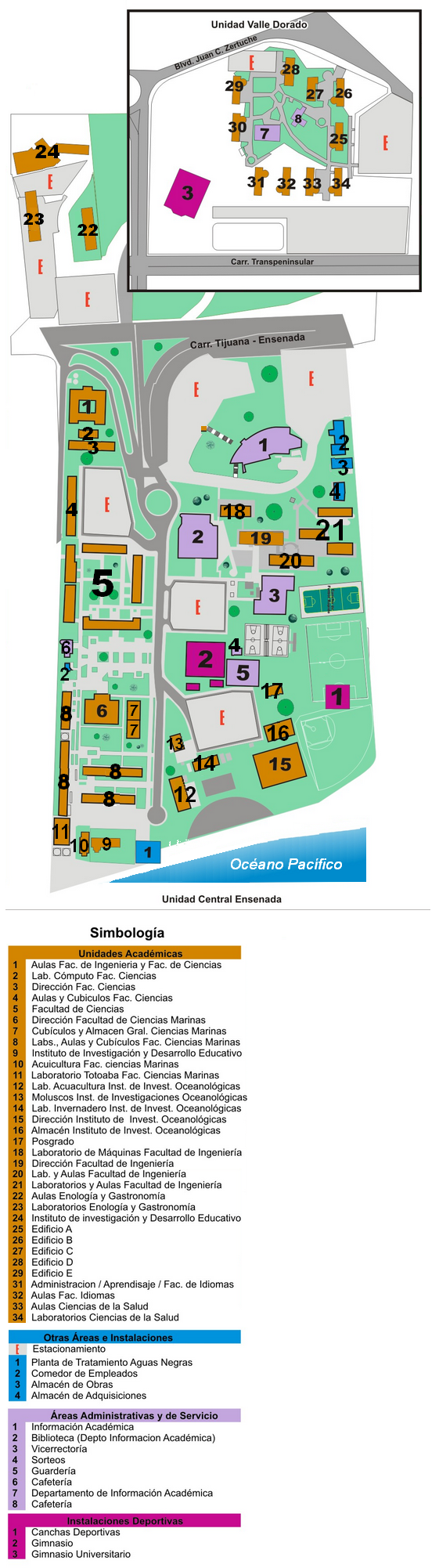
Mapa del Campus Ensenada y la Unidad Valle Dorado.

El Campus Ensenada está estructurado en tres unidades académicas, Unidad Ensenada (plantel principal) y sus dos planteles satélites, Unidad Valle Dorado y Unidad San Quintín.  Juntos, UABC Ensenada posee 6 facultades, 4 escuelas y 2 institutos de investigación con los cuales ofrece 53 programas académicos divididos en 34 licenciaturas, 10 maestrías, 7 doctorados y 2 especialidades sirviendo a más de 9 mil estudiantes.

### Unidad Ensenada
La Unidad Ensenada, como sede del Campus Ensenada, cuenta con la mayoría de sus instalaciones académicas así como las oficinas de la Vicerrectoría y los recursos y servicios académicos.
- Institutos

1. Instituto de Investigación y Desarrollo Educativo
  - Maestría en Ciencias Educativas
  - Doctorado en Ciencias Educativas
2. Instituto de Investigaciones Oceanológicas
  - Maestría en Ecología Molecular y Biotecnología
  - Mestria en Oceanografía Costera
  - Doctorado en Oceanografía Costera
  - Doctorado en Medio Ambiente y Desarrollo

- Facultades

1. Facultad de Ciencias
  - Lic. en Biología
  - Lic. en Física
  - Lic. en Matemáticas Aplicadas
  - Lic. en Ciencias Computacionales
  - Maestría en Ciencias
  - Maestría en Manejo de Ecosistemas de Zonas Áridas
  - Maestría en Ciencias e Ingeniería
  - Doctorado en Ciencias e Ingeniería
2. Facultad de Ciencias Marinas
  - Lic. en Oceanólogia
  - Lic. en Ciencias Ambientales
  - Lic. en Biotecnólogia en Acuacultura
  - Maestría en Oceanografía Costera
  - Doctorado en Oceanografía Costera
  - Doctorado en Medio Ambiente y Desarrollo
  - Especialidad en Gestión Ambiental
3. Ingeniería
  - Tronco común del área Ciencias de la Ingeniería
  - Lic. en Bioingeniería
  - Lic. en Ingeniería Civil
  - Lic. en Ingeniería Electrónica
  - Lic. en Ingeniería de la Computación
  - Lic. en Nanotecnología
  - Lic. en Ingeniería Industrial
  - Lic. en Arquitectura
  - Maestría en Ciencias e Ingeniería Industrial
  - Maestría en Ciencias e Ingeniería de la Computación
  - Maestría en Ciencias e Ingeniería Medioambiental (civil)
  - Maestría en Ciencias e Ingeniería Eléctrica (electrónica)
  - Doctorado en Ciencias e Ingeniería Industrial
  - Doctorado en Ciencias e Ingeniería de la Computación
  - Doctorado en Ciencias e Ingeniería Medioambiental (civil)
  - Doctorado en Ciencias e Ingeniería Eléctrica (electrónica)

- Escuelas

1. Escuela de Enología y Gastronomía
  - Lic. en Gastronomía

### Unidad San Quintín
La Unidad San Quintín, también denominada Centro Universitario San Quintín, se encuentra en la ciudad de San Quintín a unos 180 kilómetros al sur de Ensenada.  La Universidad San Quintín posee la Facultad de Ingeniería y Negocios que promueve las carreras de Ingeniería en Computación, Ciencias Administrativas y Ciencias Agropecuarias.  La dirección física de la Unidad San Quintín es km. 180 de la Carretera Transpeninsular Ensenada-La Paz.
- Facultad

1. Facultad de Ingeniería y Negocios
  - Tronco común del área de ingeniería
  - Tronco común de ciencias agrícolas
  - Tronco común del área contable-administrativa
  - Lic. en Ingeniero en Computación
  - Lic. en Contaduría
  - Lic. en Ingeniero Agrónomo
  - Lic. en Administración de Empresas

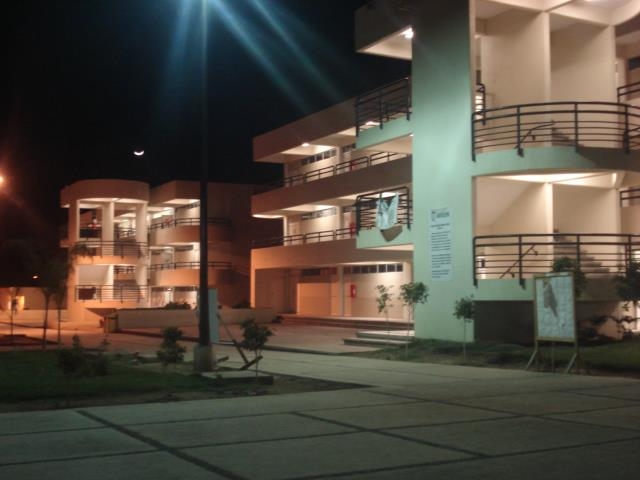
UABC Unidad Valle Dorado, Ensenada.

### Unidad Valle Dorado
La Unidad Valle Dorado se encuentra a unos 10 kilómetros al sur del plantel principal y cuenta con un plantel sobre 19 hectáreas en las cuelas se encuentran levantados 13 edificios que albergan la Facultad de Ciencias Administrativas y Sociales (FCAyS), que promueve a los estudiantes universitarios de las áreas Administrativas y Sociales, así como la Escuela de Deportes, Facultad de Idiomas, Escuela de Ciencias de la Salud y Escuela de Artesa.
Los programas académicos disponibles en la Unidad Valle Dorado incluyen la licenciatura en contabilidad, negocios internacionales, administración de empresas, informática, derecho, educación, psicología, ciencias de la comunicación y la licenciatura en actividad física y deporte.  La dirección física de la Unidad Valle Dorado es Blvd. Zertuche y Blvd. de los Lagos S/N, Fracc. Valle Dorado, Ensenada, B.C.
- Facultades

1. Facultad de Idiomas
  - Tronco común del área de idiomas
  - Lic. en Docencia de Idiomas
  - Lic. en Traducción
  - Maestría en Lenguas Modernas
  - Especialidad en Interpretación y Traducción
2. Facultad de Ciencias Administrativas y Sociales (FCAyS)
  - Tronco común del área de ciencias sociales
  - Tronco común del área contable-administrativa
  - Lic. en Administración de Empresas
  - Lic en Informática
  - Lic. en Contaduría
  - Lic. en Derecho
  - Lic. en Ciencias de la Educación
  - Lic. en Psicología
  - Lic. en Ciencias de la Comunicación
  - Lic. en Sociología
  - Maestría en Administración
  - Maestría en Ciencias Sociales
  - Maestría en Gestión de las Tecnologías de la Información y la Comunicación
  - Maestría en Impuestos
  - Maestría en Ciencias Jurídicas
  - Doctorado en Ciencias Administrativas

- Escuelas

1. Escuela de Artes
  - Lic. en Música
  - Lic. en Artes
  - Lic. en Plásticas
  - Maestría en Artes
  - CEM: Básico, Avanzado, Propedéutico
  - Cursos culturales: Diseño, Escultura, Cerámica, Fotografía, Curso infantil, Guitarra, Teatro, Danza
  - Centro de Desarrollo Infantil de las Artes (CEDIA). Programas: Sensibilización a las Artes, Programa integral de las artes plásticas
2. Escuela de Ciencias de la Salud]
  - Lic en Medicina
  - Lic. en Enfermería
3. Escuela de Deporte
  - Lic. en Actividad Física y Deporte

### Unidad Ensenada
- Escuela de Enología y Gastronomía
- Faculta de Ciencias
- Faculta de Ciencias Marinas
- Facultad de Ingeniería
- Instituto de Investigaciones Oceanológicas
- Instituto de Investigación y Desarrollo Educativo (IIDE)

### Unidad Valle Dorado
- Escuela de Artes
- Escuela de Deportes
- Facultad de Idiomas
- Facultad de Ciencias Administrativas y Sociales (FCAyS)

### Unidad San Quintín
- Facultad de Ingeniería y Negocios

- Datos: Q12221106